# Logomania
Logomania é o acto de falar compulsivamente sem parar, às vezes proferindo um discurso incoerente. Também chamada de logorreia, verbomania, verborreia ou verbosidade.
O episódio de euforia se traduz por um estado de completa, artificial e patológica satisfação e felicidade. Verificam-se elevação do estado de ânimo, aceleração do curso do pensamento, loquacidade, vivacidade da mímica facial, aumento da gesticulação, riso fácil e logorreia.
É um sintoma de diversos transtornos mentais como algumas afasias, lesões no tálamo, alguns tipos de esquizofrenia, do transtorno de personalidade esquizóide, do transtorno esquizoafetivo e da hiperatividade. Por vezes também é associada a doenças do foro cardíaco, tais como hipertensão e taquicardia. 
Pode variar desde um murmúrio consigo mesmo, uma fala ininterrupta onde as palavras são misturadas e o tema é alternado seguindo uma lógica subjetiva até gritos incompreensíveis aos outros durante um surto psicótico.
No CID-10 os transtornos da fala e comunicação estão na letra R 47.